# Ernest Anton Kraft
Ernest Anton Kraft (* 17. August 1880 in Wien; † 19. Februar oder Juni 1962) war ein österreichischer Maschinenbauer. 

## Leben
Der Sohn des Advokaten Friedrich Kraft und der Anna Zehetner studierte Maschinenbau an der TH Wien sowie Mathematik und Physik an der Universität Wien. Das Diplomexamen legte er 1905 ab. Erste praktische Erfahrungen erwarb er bei der belgischen SA John Cockerill in Seraing und Hoboken beim Bau von Parsons-Turbinen und bei G. & J. Weir Ltd. in Cathcart-Glasgow. Ende 1908 wechselte er zur Ganz & Comp. Danubius AG in Budapest und Fiume, wo er 1912 zum Chefkonstrukteur aufstieg und den Bau zahlreicher Turbinen- und Kesselanlagen für die Schlachtschiffe, Kreuzer und Torpedoboote der österreichisch-ungarischen Kriegsmarine leitete. 
1917 trat er in die Dienste der AEG-Turbinenfabrik in Berlin-Moabit, wo er Turbinen und Zahnradvorgelege für Schiffe und ortsfeste Anlagen entwickelte. Dazu zählten die 80.000 kW Turbinen für das Kraftwerk Klingenberg, mit der erstmals in Europa ausgeführte Mehrwellenanordnung. Bei AEG entstanden Krafts grundlegenden Arbeiten im Zahnräder- und Drucklagerbau. 1933 wurde er Direktor der Turbinenfabrik, die er bis Herbst 1945 leitete. Januar 1940 besuchte ihn Aikawa Yoshisuke als Präsident der mandschurischen Schwerindustrie-Gesellschaft. Als 1945 bei der britischen Militärregierung der Antrag auf Wiedereröffnung der Turbinenfabrik gestellt wurde, war der Standort zu 75 Prozent zerstört und demontiert und Kraft wurde seines Amtes enthoben. 
1920 promovierte er zum Dr.-Ing., 1925 habilitierte er sich an der TH Berlin zum Privatdozenten und wurde hier im folgenden Jahr zum Honorar-Professor ernannt. 1928 erhielt er die Ehrendoktorwürde der TH Wien. Er war Mitglied der Schiffbautechnischen Gesellschaft. Bei der Preußischen Akademie der Wissenschaften, in die er 1937 erwählt wurde, wurde er 1948 auf Vorschlag der Akademie der Wissenschaften der DDR rückwirkend gestrichen. Seine Bemühung um Rehabilitation versandete in der Verwaltung. Als er in den 1950er Jahren in Zagreb weilte, war er korrespondierendes Mitglied der Akademie.

## Veröffentlichungen
- Der Turbinenfrachtdampfer „Aldabi“; 1922
- Amerikas Dampfturbinenbau; 1927
- Energieumformung durch Zahnradvorgelege; AEG-Mitteilungen 20 (1924), Heft 4 und 5
- Druck, Temperatur und Wirkungsgrad von Kondensationsturbinen; 1927
- Der mittelbare turboantrieb; 1928
- Neuere Spurlager; 1928
- Wesen und Anwendung der Gegendruck- und Anzapfturbine; 1930
- Die neuzeitliche Dampfturbine;
- Dampf- und Gasturbinen und Kolbenmaschinen; 1930
- Die Grenzturbine als Gestaltungsproblem; 1930
- Die wirtschaftlichen Grundlagen für die Beurteilung neuzeitlicher Dampfkraftmaschinen; 1930
- The modern steam turbine; 1931
- Der Dampfturbinenbau 1933; 1934
- Der AEG-Turbogenerator; 1934
- Entwicklungsrichtlinien des Dampfturbinenbaus; 1934
- Thrust Bearings: Theory, Experimental Work, and Performance. General Discussion on Lubrication and Lubricants; 1937
- Arbeitsgeschwindigkeit und Dampfnässe in Dampfturbinen; 1938
- Die Dampfturbine im Betriebe: Errichtung · Betrieb · Störungen